# Vorstendom Saksen-Hildburghausen
Het vorstendom  Saksen-Hildburghausen was een vorstendom dat bestuurd werd door de (Ernestijnse linie van het Huis Wettin  in de huidige Duitse deelstaat Thüringen.
Het vorstendom  ontstond in 1680 toen het hertogdom Saksen-Gotha, dat de zoons van hertog Ernst I de Vrome sinds diens dood in 1675 gezamenlijk regeerden, werd opgedeeld.
Het Hauptteilungsvertrag van 24 februari 1680 kende aan hertog Ernst II de ambten Hildburghausen, Heldburg, Eisfeld, Veilsdorf en de helft van Schalkau toe. Het vorstendom was niet zelfstandig, maar vormde een soort autonoom gebied binnen Saksen-Gotha-Altenburg (Nexus Gothanus).
In 1683 werd het ambt Königsberg van Saksen-Römhild gekocht, waarna in 1684 de residentie te Hildburgausen werd gevestigd|
Het Liberationsrezess van 10 april 1702 bracht de volledige zelfstandigheid. Verder werd een aandeel verworven in de stem op de Rijksdag van het vorstelijk graafschap Henneberg. Deze stem was in bezit van het hertogdom Saksen-Gotha-Altenburg. Ten slotte werd toegezegd dat na het uitsterven van Saksen-Römhild het ambt Behrungen bij Saksen-Hildburghausen zou komen.
In 1703 werd de primogenituur ingevoerd, zodat het vorstendom niet verder gedeeld kon worden. In 1705 werd het ambt Sonnefeld van Saksen-Coburg verworven. Van 1711 tot zijn dood in 1715 voerde de hertog het senioriaat van de Ernestijnse hertogen. Gedurende die tijd bestuurde hij het ambt Oldisleben. In 1711 werd na het uitsterven van Saksen-Römhild in 1719 het ambt Behrungen in bezit genomen.
Het huwelijk van hertog Ernst II met Henriette van Waldeck-Eisenberg had het graafschap Culemborg en de heerlijkheid Werth in het bezit van de familie gebracht. De heerlijkheid Werth werd in 1709 aan het prinsbisdom Münster verkocht en het graafschap Culemborg in 1720 aan de Staten-Generaal van de Nederlanden.
In 1723 werd het ambt Schalkau aan Saksen-Meiningen verkocht. In een poging het ambt terug te krijgen brak in hetzelfde jaar de Schalkauer Kersenoorlog uit.
Hildburghausen werd in 1684 tot residentiestad verheven en dienovereenkomstig bebouwd. De geldverslindende levensstijl en bouwwerken van de hertogen waren echter funest voor de financiën van het land. Onder hertog Ernst Frederik III Karel namen de schulden dermate vormen aan, dat de staat in 1769 onder keizerlijke curatele werd gesteld. Het land werd door een keizerlijke schuldencommissie (Debitkommission) bestuurd, die onder leiding stond van de hertogin van Saksen-Meiningen en prins Jozef, een oudoom van de hertog.
In 1773 nam prins Jozef het senioriaat over met het ambt Oldisleben. Dit gebeurde onder protest van Saksen-Coburg en Saksen-Weimar, die van mening waren dat het senioriaat alleen door een regerend hertog kom worden uitgeoefend. Van 1780 tot 1787 voerde prins Josef de voogdij.
Saksen-Hildburghausen trad in 1806 toe tot de Rijnbond. Pas toen werd het vorstendom Saksen-Hildburghausen formeel een hertogdom.

## Gebied
De ambten Hildburghausen, Heldburg, Eisfeld, Königsberg, Veilsdorf, Sonnefeld en 1/2 Schalkau.

## Vorsten
| regering    | naam                     | geboren    | overleden  | familie |
| ----------- | ------------------------ | ---------- | ---------- | ------- |
| 1680-1715   | Ernst II                 | 12-7-1655  | 17-10-1715 |         |
| 1715-1724   | Ernst Frederik I         | 21-8-1681  | 9-3-1724   | zoon    |
| 1724-1745   | Ernst Frederik II        | 17-12-1707 | 13-8-1745  | zoon    |
| 1745-1780   | Ernst Frederik III Karel | 10-6-1727  | 23-9-1780  | zoon    |
| 1780/7-1826 | Frederik                 | 29-4-1763  | 29-9-1834  | zoon    |

- 1745-1748: Caroline van Erbach-Fürstenau (regentes)
- 1780-1787: Jozef Frederik (administrator)